# Alūksne
Alūksne ( výslovnost; něm. Marienburg) je město ležící na břehu stejnojmenného jezera v severovýchodním Lotyšsku poblíž hranic s Estonskem a Ruskem. Je zároveň správním centrem kraje Alūksne. V roce 2015 zde žilo 8084 obyvatel.

## Dějiny
Oblast v okolí jezera Alūksne původně obývaly baltofinské kmeny, které od 8. do 12. století vystřídali Latgalové. První písemná zmínka o osídlení na území dnešního města, tehdy nazývaného Olysta, Alyst nebo Volyst, pochází z pskovské kroniky z roku 1284. Pozdější jméno Alūksne pochází z latgalského slova olūksna, označujícího lesní pramen.

## Obyvatelstvo
| Rok  | Počet obyvatel |
| ---- | -------------- |
| 2010 | 8900           |
| 2015 | 8084           |